# Kaspar Schwarz
Kaspar Schwarz (* 6. Jänner 1811; † 7. Mai 1879 in Lasberg) war Kaufmann und Bürgermeister in Freistadt.

## Leben
Mit 19 Jahren kaufte Kaspar Schwarz das Haus 151 in Freistadt, eröffnete mit 21 Jahren ein Kolonial-, Farb- und Materialgeschäft und danach eine Färberei in der Hafnerzeile. Er kaufte sich das Gasthaus Englhof in der Salzgasse und eine Brauerei in Weinberg. Nach 1848 war er auch im Landtag tätig. 1857 kaufte er die Johanneskirche in Freistadt und ließ sie wieder instand setzen und weihen. Er und seine Familie liegt dort begraben.
Schwarz besuchte drei Jahre lang die Hauptschule in Freistadt. Am 23. August 1823 legte er die Aufnahmeprüfung für das akademische Gymnasium in Linz ab. Nach der dritten Gymnasialklasse siedelte er nach Kremsmünster über. Seine Lehrzeit absolvierte er in Wien.
Nach seinem Tod berichtete die Zeitung: „Allen Bewohnern von Freistadt ist der Vater gestorben!“

## Gymnasium
Schwarz war neun Jahre lang Bürgermeister und Obermann des Ortsschulrates in Lasberg. Er gründete die städtische Sparkasse und das Gymnasium.
Die Stadtgemeindevertretung beschloss am 22. Februar 1866 unter Bürgermeister Kaspar Schwarz eine Eingabe an die Statthalterei in Linz, in Freistadt ein Untergymnasium zu errichten. Die Stadt erklärte sich einverstanden, die Räumlichkeiten beizustellen und für die Instandhaltung, Beheizung sowie die Reinigung aufzukommen. Im Weiteren werde der Schuldiener bezahlt und alle benötigten Lehrmittel angeschafft.
Am 25. Dezember 1866 kam die Genehmigung zur Errichtung des Untergymnasiums als Staatsanstalt von Kaiser Franz Joseph.

## Ehrungen
Nach Schwarz wurde die Kaspar-Schwarz-Straße in Freistadt benannt.